# Hrabstwo Wyoming (Nowy Jork)
Wyoming – hrabstwo (ang. county) w stanie  Nowy Jork w USA. Populacja wynosi 43 424 mieszkańców (stan według spisu z 2000 r.).
Powierzchnia hrabstwa wynosi 1545 km². Gęstość zaludnienia wynosi 28 osób/km².
Hrabstwo Wyoming leży we wschodniej części stanu  Nowy Jork. Hrabstwo Wyoming sąsiaduje z następującymi hrabstwami:
- północ – hrabstwo Genesee
- południe – hrabstwa Cattaraugus i Allegany
- zachód – hrabstwo Erie
- wschód – hrabstwo Livingston

## Miasta
- Arcade
- Attica
- Bennington
- Castile
- Covington
- Eagle
- Gainesville
- Genesee Falls
- Java
- Middlebury
- Orangeville
- Perry
- Pike
- Sheldon
- Warsaw
- Wethersfield

## Wioski
- Arcade
- Attica
- Castile
- Gainesville
- Perry
- Silver Springs
- Warsaw
- Wyoming

## CDP
- Bliss
- Pike
- Strykersville